# Jan Willem Stam
Jan Willem Stam (7 mei 1918 – Nijkerk, 19 mei 2004) was een Nederlands politicus van de CHU.
Hij was ambtenaar bij de gemeentesecretarie van Kesteren voor hij in mei 1954 benoemd werd tot burgemeester van Dinxperlo. In november 1975 volgde zijn benoeming tot burgemeester van Nijkerk wat hij tot zijn pensionering in juni 1983 zou blijven. Voor zijn hulp aan geallieerde vliegers tijdens de Tweede Wereldoorlog kreeg Stam in 1946 de Amerikaanse onderscheiding Medal of Freedom en daarnaast heeft hij onder meer de Bronzen Leeuw en King's Medal for Courage in the Cause of Freedom gekregen.
Hij overleed in 2004 op 86-jarige leeftijd en in Nijkerk is de 'Burgemeester Stamstraat' naar hem vernoemd. 